# Arti et Industriae
Arti et Industriae of Nederlandsche Vereeniging tot Bevordering van Kunstnijverheid Arti et Industriae was de naam van een Nederlandse kunstenaarsvereniging die in 1884 werd opgericht. Na een fusie in 2007 voert de vereniging de naam ArtiBrak.

## Geschiedenis
Vanaf het midden van de 19e eeuw veranderde de kijk op kunst. In Engeland bloeide de arts-and-craftsbeweging op en in Nederland werd in 1877 de eerste kunstnijverheidstentoonstelling gehouden in het Paleis voor Volksvlijt. Een aantal jaren later werd de Rijksschool voor Kunstnijverheid opgericht.
Uit onvrede met de toenemende import van kunstnijverheidsproducten en het niveau van de vaak machinaal vervaardigde producten in eigen land, richtten de architecten J.W.H. Berden, J.F.L. Frowein en J.J. van Nieukerken in 1884 de Nederlandsche Vereeniging tot Bevordering van Kunstnijverheid Arti et Industriae op. De vereniging werd bij koninklijk besluit op 8 juni 1886 erkend. De naam is een variant op het in 1839 opgerichte Arti et Amicitiae. De vereniging werd gevestigd in Den Haag, maar wilde zich nationaal manifesteren, onder andere door het geven van lezingen, organiseren van tentoonstellingen en uitgeven van publicaties op het gebied van kunstnijverheid. De vereniging had diverse werkgroepen. Victor de Stuers, die aanjager was geweest van het kunstnijverheidsonderwijs in Nederland, was erelid van de vereniging.
In 1891 werd de Haagse Kunstkring opgericht. Sommige mensen waren lid van Arti én de Kunstkring. Een aantal keren werd gekeken naar de mogelijkheid om samen te gaan, maar verder dan een incidentele samenwerking kwam het niet. Op initiatief van Arti en de Nederlandsche Maatschappij ter Bevordering der Nijverheid werd in 1897 de Vereeniging ter Veredeling van het Ambacht (VVA) opgericht. De VVA organiseerde landelijke examens om het peil van kunstnijverheid te verhogen. In 1904 werd de Nederlandsche Vereeniging voor Ambachts- en Nijverheidskunst opgericht, die wilde optreden als belangenbehartiger voor de aangesloten leden. In het bestuur van beide verenigingen hadden leden van Arti zitting.

### Fusie
Arti et Industriae fuseerde in 2007 met de Kunstenaarsvereniging Brak-LKV tot De Nederlandse Vereniging Arti et Industrae-Brak-LKV, kortweg Kunstenaarsvereniging ArtiBrak. Brak-LKV was in 2005 ontstaan uit een fusie tussen de Voorburgse Vereniging van Kunstenaars BRAK (opgericht in 1978) en de Leidschendamse Kunstenaars Vereniging (opgericht in 1994).

## Publicaties
- 1891- Tijdschrift gewijd aan de bevordering der Kunstnijverheid in Nederland.
- Sluyterman, K. (1909) Arti et industriae : Nederlandse vereeniging tot bevordering der kunstnijverheid : Gedenkboek uitgegeven naar aanleiding van het vijf en twintig-jarige bestaan der vereeniging en bevattende een verzameling van werken van Nederlandsche kunst 1884-1909.  Den Haag: Mouton.
- Reijn, T. van (1946) Vorm. Den Haag: Van Stockum
- Galjaard, J.M. (1984) Kunst kopen, kunst verkopen : relaties tussen kunstenaars en kunstminnaars. Den Haag: Staatsuitgeverij.

## Bekende leden (selectie)
- Piet Bekker
- J.W.H. Berden
- Jan Eisenloeffel
- Eduard Willem Frederik Kerling sr.
- Chris Lebeau
- Karel Niehorster
- Johannes van Nieukerken
- George Notenboom
- Gerrit Polder
- Paul du Rieu
- Henk Tieman
- Frans Zwollo sr.
- Cees Severijnen